# Wattignies-la-Victoire
Wattignies-la-Victoire is een gemeente in het Franse Noorderdepartement (regio Hauts-de-France) en telt 260 inwoners (2005). De plaats maakt deel uit van het arrondissement Avesnes-sur-Helpe. Het dorp dankt de toevoeging la Victoire aan de Franse overwinning op een Oostenrijks leger in de slag bij Wattignies op 15 en 16 oktober 1793.

## Geografie
De oppervlakte van Wattignies-la-Victoire bedraagt 6,4 km², de bevolkingsdichtheid is 40,6 inwoners per km².
De onderstaande kaart toont de ligging van Wattignies-la-Victoire met de belangrijkste infrastructuur en aangrenzende gemeenten.

## Demografie
Onderstaande figuur toont het verloop van het inwonertal (bron: INSEE-tellingen).